# 馬金克萊山
46°46′51″N 12°19′40″E / 46.78074°N 12.32769°E

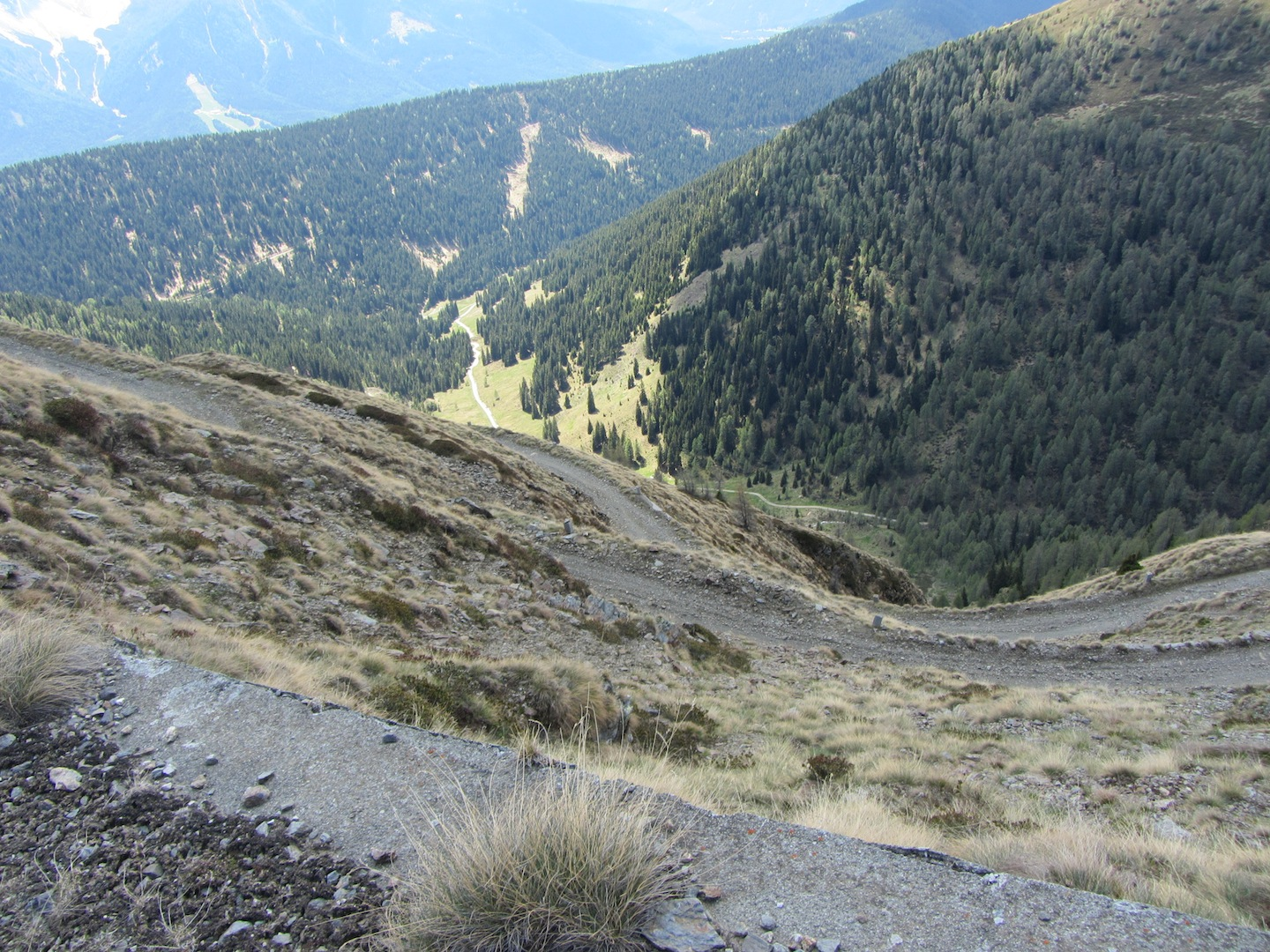

馬金克萊山（德語：Markinkele），是中歐的山峰，位於奧地利和意大利接壤的邊境，屬於維爾格拉滕山脈的一部分，海拔高度2,545米，每年平均降雨量1,874毫米。